# Virrasztók (együttes)
A Virrasztók egy 2008-ban alakult magyar folk-metal zenekar Pécsről. A zenekar munkássága a halott melletti virrasztás népszokása köré építkezik, beleértve nem csak a szövegeiket, de a színpadi megjelenésüket is. A virrasztás az egész országban elterjedt szokás volt, a halott éjszakai őrzését jelentette a temetésig, általában egy vagy két éjszakán át.

## Kiadványok

### Nagylemezek
- Az emlékezés órája (2009)
- Memento Mori! (2011)
- A halál színei (2013)
- Funeral Metal (2016)
- Grimm – Mesék a Fekete Erdőből (TBA)

### Egyéb
- Demo (2008)

## Tagság

### Jelenlegi
- Scrofa, a Halottidéző – ének, tekerőlant (2008–2018)†
- Tomusin, a Halottkísérő – gitár (2008–tól)
- Szkrobek, a Halottlátó – basszus, programok (2008–tól)
- Lianna – ének (2015–től)
- Sophie – hegedű (2014–től)
- Tiberius, a Koporsószegelő – dob (2014–től)